# NGC 5032
NGC 5032 is een balkspiraalstelsel in het sterrenbeeld Hoofdhaar. Het hemelobject werd op 11 april 1785 ontdekt door de Duits-Britse astronoom William Herschel.

## Synoniemen
- NGC 5032
- NGC 5032A
- UGC 8300
- MCG 5-31-160
- ZWG 160.166
- KCPG 366B
- PGC 45947